# ニューファンドランドシロオオカミ
ニューファンドランドシロオオカミ Canis lupus beothucus は、食肉目イヌ科に属するオオカミのうち、カナダ・ニューファンドランド島に生息していた個体群。すでに絶滅したとされる。絶滅後に beothucus という名で新亜種として記載されたが、現在は北米北部に分布する Canis lupus nubilus (Say, 1823) に含めるのが一般的。亜種名の「beothucus」は当時すでに絶滅していた島の先住民ベオトク族（ベオスック族）への敬意を込めて命名されたものである。

## 特徴
主に山地に生息していた。体格は最大のもので全長200cm、体重70kgにも達した。体色は白で、雪の多いニューファンドランドで保護色として機能していたと考えられる。
1937年にハーバード大学の動物学者である Glover M. Allen と Thomas Barbour が他の地域のものとの形態的な違いから、島の個体群は亜種として区別されるべきだとして beothucus と命名記載した。別亜種とした根拠は3つほどあり、1つは上顎の裂歯の中央付近に湾入があること、次にこの裂歯とそれに隣接する第3大臼歯の距離が他の地域のオオカミのそれよりも離れていること、そして頭蓋の吻部の相対的な長さが違うということであった。しかしこのような微細な差異だけで亜種として区別する必要があるかどうかについては古くから疑問を持つ研究者もあり、現在では北米北部に分布する Canis lupus nubilus に含める見解が主流である。
かつては最終氷河期（約1万年前）に本土からニューファンドランド島に渡って来たという説もあったが、その後の研究では、それよりもっと前に渡来し、餌となるトナカイの群れとともに島の南部で氷河期を生き延びた個体群だと考えられるようになった。島のトナカイの数とオオカミが必要とする餌の量から計算して、生息可能なオオカミの個体数は650-800頭程度であるが、先住民やその他の動物との競合も考え合わせると、最高時でも総数が450頭を超えることはなかっただろうと試算されている（外部リンク参照）。

## 現存標本
現存する標本は極めて少なく、2個体分の骨格と、それらとは別の3個の頭蓋骨、2頭分の毛皮のみである。2枚の毛皮のうちの1枚はほぼ完全なもので剥製にされてニューファンドランド・ラブラドール州の博物館に保存されており、もう1枚は不完全で色も正常なものではないという。

## 絶滅の経緯
beothucusの由来は先述したとおり、ニューファンドランドに住んでいた先住民ベオトク族に因むが、ヨーロッパ人は彼らの頭の皮に懸賞金をかけて皆殺しにし、1800年までにベオトク族は消滅した。1842年、今度はニューファンドランドシロオオカミが家畜を襲うというので懸賞金の対象になり、銃や毒餌によってオオカミ狩りが行われるとともに、ゲームとしての狩猟の対象にもなって生息数は減少の一途をたどっていった。しかし、従来はこれら人間の行為が絶滅の直接の原因だとされてきたが、近年の研究では餌であるトナカイの減少が主要な要因となり、その他の要因が複合的にはたらき絶滅に至ったのではないかと考えられるようになった。
現在分かっているオオカミ懸賞金の最後の支払い記録は1896年であるが、その後まで生息していたことは明かである。しかし、最後の一頭がいつ死んだかについて特定することは非常に難しい。たとえば、John H. Mossという牧師は1920年頃にダニエル港付近で殺されたものが最後の一頭だと書いているが、シートンは、当時のニューファンドランド島の遊漁及び内水面漁業管理局の事務官だった人からの手紙を引用して、1921年にはセントジョージ付近で2頭が、1922-23年にかけての冬にはBirchy湖を渡る別の2頭が目撃されているとしている。この他にも1930年代の初頭まで不確かな情報がいくつか散見されるが、少なくとも1925年頃までには非常に減少しており、それにともなって繁殖率も著しく低下していたはずで、1925年以降では、もし彼らが生存していたとしてもその数は極めて僅かなものになっていたと推定されている。にもかかわらずオオカミへ懸賞金の条例が撤廃されたのは1963年のことであった。
いずれにせよ、かつてニューファンドランド島の丘々にこだましたであろうオオカミたちの遠吠えは遠い過去の彼方に消え去り、もはや永遠に聴くことのできないものになってしまったことだけは確かである。